# Monica Faenzi
Monica Faenzi (n. 21 mai 1965, Grosseto, Toscana, Italia) este o politiciană italiană.